# Operace An-Far
Operace An-Far (hebrejsky:  מבצע אנ-פאר, Mivca An-Far, doslova Operace anti-Farúk, podle egyptského krále Farúka I.) byla vojenská akce provedená počátkem července 1948 během první izraelsko-arabské války izraelskou armádou. Jejím cílem bylo prolomit egyptskou frontu v Negevské poušti.

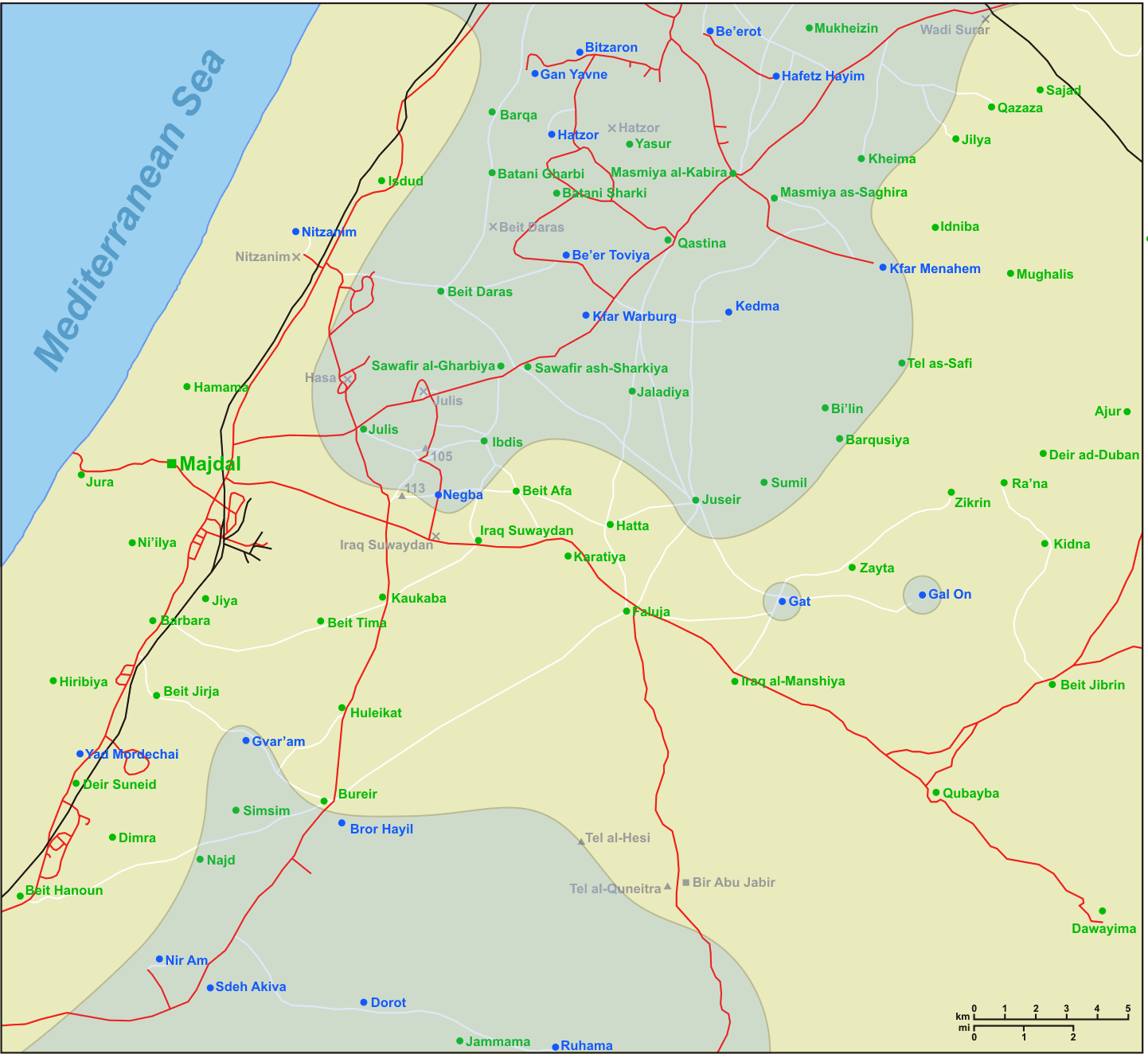
Izraelská frontová linie na severu Negevu k 15.-16. červenci 1948 (tmavší plocha) po skončení Operace An-Far a na začátku Operace Mavet la-poleš, uprostřed egyptský koridor (světlejší plocha)

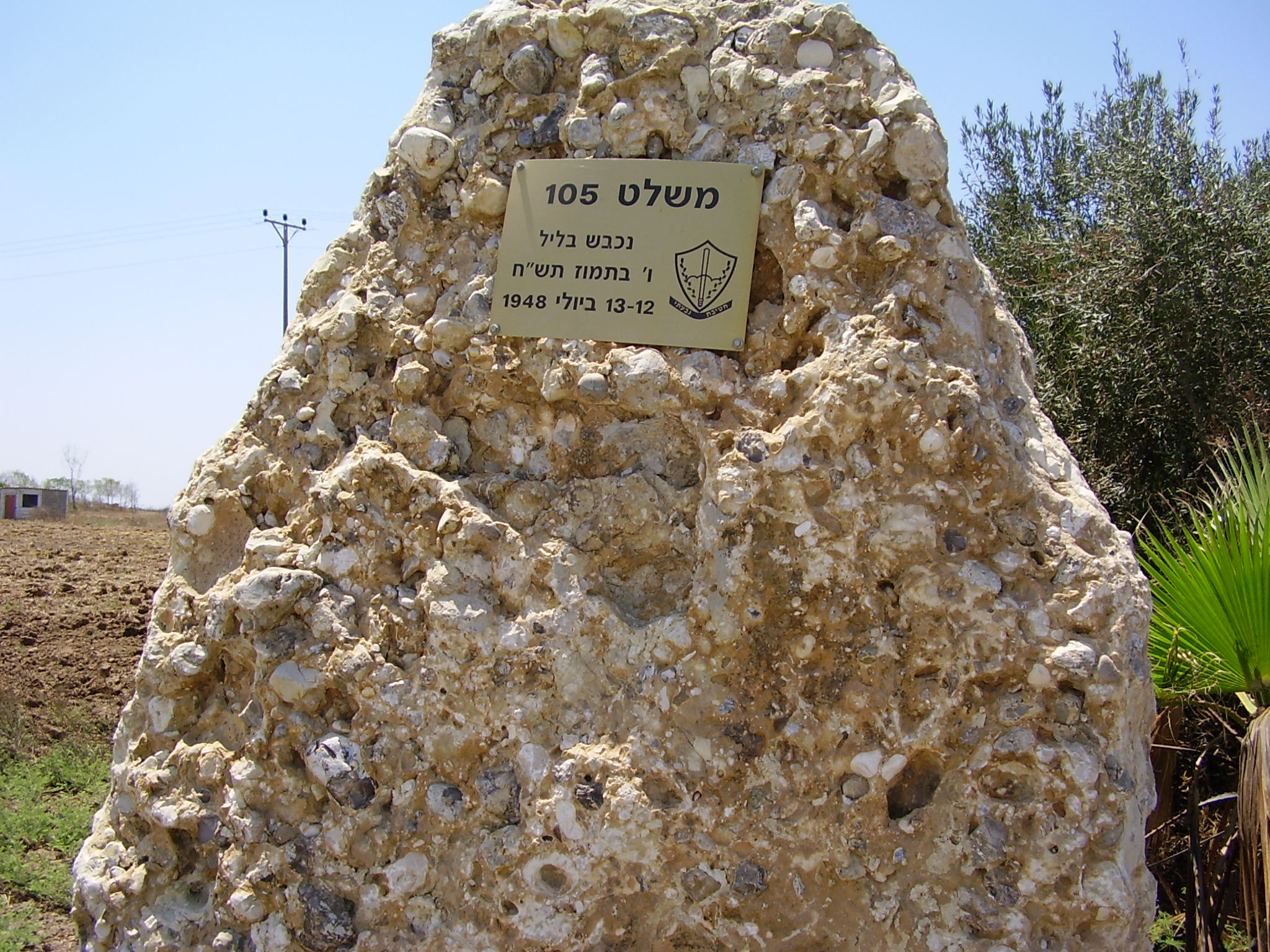
Kóta 105 a pamětní deska bojů z roku 1948

V květnu 1948 začala první arabsko-izraelská válka, která na rozdíl od předchozí fáze, takzvané občanské války v Palestině, měla již jednoznačný charakter konvenčního konfliktu, do kterého se navíc zapojilo několik invazních armád sousedních arabských států. V Negevu operovala egyptská armáda, která se odtud tlačila směrem k Tel Avivu. Postup na Tel Aviv zastavila izraelská Operace Plešet na počátku června, ale Egypťané si drželi spojení v západovýchodním směru. Počátkem července 1948 vypršelo krátké příměří a následovalo intenzivní období bojů. Šlo o součást širší ofenzívy Izraele (takzvané Bitvy deseti dnů).
Operaci An-Far provedla Brigáda Giv'ati, které velel Šim'on Avidan. Kromě ní se na akci podílela i Negevská brigáda. Boje se soustřeďovaly do okolí arabské vesnice Irak Suvejdan a zdejší policejní pevnosti a židovské vesnice Negba.  Zde poblíž arabského města al-Faludža (dnes zde stojí židovské město Kirjat Gat) obsadili Egypťané klíčovou silniční křižovatku a docílili toho, že velká oblast židovských osad jižněji odtud v Negevské poušti, byla odříznuta od zbytku izraelského území. Operační plán počítal s prolomením egyptské uzávěry a vytvořením silničního koridoru do Negevu. Tím mělo dojít k přerušení egyptské západovýchodní zásobovací linie a následnému vytlačení Egypťanů z regionu okolo města Isdud. Egypťané naopak hodlali vůj západovýchodní koridor rozšířit a tím prohloubit izolaci židovské oblasti v jižní části Negevu. Egypťané zjistili, že Izraelci se intenzivně připravují na vojenský útok. Zaútočili proto sami s předstihem 8. července, tedy několik hodin před oficiálním ukončením příměří. Obsadili rychle některé významné body jako arabskou vesnici Kaukaba, arabskou vesnici Hulajkat nebo kótu 113. Židovský protiútok zahájila Negevská brigáda proti policejní stanici v Irak Suvejdan, ze severu ji podporovala brigáda Giv'ati. Ta obsadila například arabskou vesnici Ibdis. Boje byly velmi intenzivní a frontová linie se opakovaně posouvala. Egypťané takto opětovně obsadili arabskou vesnici Bajt Affa. V další fázi se Egypťané rozhodli pro frontální útok proti židovské osadě Negba, kde jim vzdorovalo cca 150 místních obránců. Šlo o do té doby nejkoncentrovanější egyptskou ofenzivní akci. Opakované egyptské útoky ale byly odraženy. Podobné výpady podnikli Egypťané i proti židovským vesnicím Gal On a Be'erot Jicchak. Operace An-Far trvala pět dnů a šlo o jedny z nejostřejších soubojů celé války.
Operace měla nerozhodný výsledek, prolomení egyptské fronty se nezdařilo a židovské vesnice v jižnější části Negevu zůstávaly obklíčené egyptskými pozicemi. Až Operace Mavet la-poleš v následujících dnech dosáhla otevření úzkého koridoru směrem na jih.